# Вирго, Джон
Джон Ви́рго (англ. John Virgo, род. 3 марта 1946 года в Сэлфорде, Англия) — английский бывший профессиональный игрок в снукер, а с недавнего времени спортивный комментатор. Ранее работал в главной снукерной организации — WPBSA.
Член Зала славы снукера с 2023 года.

## Карьера
Джон Вирго стал профессионалом в 1976 году. Пик его формы пришёлся на 1979-й, когда он стал полуфиналистом чемпионата мира и победителем чемпионата Британии (хотя этот турнир в то время был нерейтинговым). Победа на чемпионате Британии пришла к нему после довольно спорного инцидента — его оштрафовали на два фрейма за опоздание к началу игровой сессии. В следующем сезоне Вирго занял 10-е, высшее для себя место в официальном рейтинге.
Вирго обладал хорошими трик-шотами (трюковыми ударами) и умел пародировать других снукеристов. На чемпионате мира 1982 года, после того как один из матчей закончился очень рано, Вирго продемонстрировал несколько своих пародий на таких игроков, как Алекс Хиггинс, Терри Гриффитс и Деннис Тейлор.
Джон Вирго покинул профессиональный снукер в 1994 году. Сейчас он комментирует снукер и является соведущим телевикторины на канале, специализирующемся на показе снукера. Во время шоу Вирго выполняет сложные трик-шоты, а другой участник пытается повторить его удары с максимальной точностью, чтобы выиграть главный приз.

## Личная жизнь
Джон Вирго проживает в деревне Хёршэм (графство Суррей) и является владельцем местного гольф-клуба.

## Достижения в карьере
- Чемпионат Великобритании победитель — 1979[1]
- Pontins Professional победитель — 1980
- Bombay International победитель — 1980
- Чемпионат мира полуфиналист — 1979
- Australian Masters финалист — 1984